# タナッチャ・スークソッド
タナッチャ・スークソッド（タイ語: ธนัชชา สุขสด、ラテン文字転写: Thanacha Sooksod、2000年5月26日 - ）は、タイ王国の女子バレーボール選手。タイ代表。

## 来歴

### クラブチーム
スパンブリー県出身。
Bodindecha (Sing Singhaseni) Schoolを卒業後、Supreme Chonburiに加入。
2019年、日本のV.LEAGUE Division1のPFUブルーキャッツへの入団が発表され、1シーズンプレーし、2019/20シーズンの19試合に出場した。
2020年、タイリーグのダイアモンド フード VCへ入団。2020/21、2021/22シーズンのリーグ2連覇に貢献した。2022年4月のアジアクラブ選手権では銅メダルを獲得した。
2022年、日本の岡山シーガルズに入団した。チーム史上初の海外のナショナルチーム選手となった。岡山で1シーズンプレーして退団した。
2023年、韓国の「2023KOVO女子アジア枠トライアウト」の最終ドラフトで韓国道路公社ハイパスに指名された。
2024年、ルーマニアのRapid Bucureștiに入団。

### 代表チーム
アンダーカテゴリーの代表として2017年、U-23アジア選手権で銀メダルを獲得した。2018年、U-19アジア選手権で銅メダルを獲得し、自身もベストアウトサイドヒッター賞を受賞した。同年にシニアのタイ代表に初選出された。2019年、ネーションズリーグでシニア代表として国際大会デビューした。
2022年、フィリピンで開催されたAVCカップで銅メダルを獲得した。同年9-10月の世界選手権に出場した。

## 球歴
- 世界選手権 - 2022年
- ネーションズリーグ - 2019年、2022年

## 受賞歴
- 2018年　U-19アジア選手権　ベストアウトサイドヒッター賞
- 2019年　VTV Binh Dien カップ　ベストオポジット賞

## 所属クラブ
- Supreme Chonburi（2018-2019年）
- PFUブルーキャッツ（2019-2020年）
- ダイアモンド フード VC（2020-2022年）
- 岡山シーガルズ（2022-2023年）
- 韓国道路公社ハイパス（2023-2024年）
- Rapid București（2024年-）